# Grant O’Gorman
Grant O’Gorman (* 2. November 1993 in Scarborough) ist ein kanadischer Beachvolleyballspieler.

## Karriere
O’Gorman erreichte 2010 mit Aaron Nusbaum den neunten Rang bei der U19-Weltmeisterschaft in Porto. 2011 gewann das Duo die Bronzemedaille bei der U19-WM in Umag. Bei den Québec Open der FIVB World Tour kam Nusbaum mit Sam Pedlow nicht über die „Country Quota“ hinaus. 2012 wurden Nusbaum/O’Gorman Neunte der U21-WM in Halifax. Bei der U21-WM 2013 in Umag mussten sie sich erst im Endspiel den Brasilianern Guto/Allison geschlagen geben.
2012 bildete O’Gorman ein neues Duo mit Sam Pedlow. Beim NORCECA-Turnier in Mayagüez erreichten Pedlow/O’Gorman den dritten Rang. 2013 wurden sie bei den kontinentalen Turnieren in Guatemala-Stadt und Toluca Sechste und Vierte. Beim Grand Slam der World Tour 2013 erreichten sie den 25. Platz. Danach waren sie auf der NORCECA-Tour mit dritten Plätzen in Varadero und Puerto Rico sowie einer Finalteilnahme in Mazatlán weiter erfolgreich, bevor sie den Grand Slam in São Paulo wieder auf dem 25. Platz beendeten. Die World Tour 2014 begannen sie mit einem neunten Rang bei den Fuzhou Open. Danach kamen sie zunächst nicht über hintere Platzierungen hinaus. Nur in der NORCECA-Serie lief es mit den Rängen drei, vier und zwei bei den Turnieren in Toronto, Varadero und Puerto Rico besser. Am Jahresende kamen Pedlow/O’Gorman auf den 17. Platz bei den Xiamen Open und den neunten Platz in Paraná.
Auf der World Tour 2015 gelangen ihnen lange Zeit nur zweistellige Ergebnisse, während sie beim NORCECA-Turnier in North Bay den dritten Rang erreichten. Später im Jahr schafften sie als Neunte der Rio de Janeiro Open, Fünfte in Xiamen sowie wieder Neunte in Antalya doch noch einige Top-Ten-Ergebnisse. Beim NORCECA-Turnier in Trinidad und Tobago mussten sie sich erst im Finale dem US-Duo Dalhausser/Lucena geschlagen geben. Anfang 2016 wurden Pedlow/O’Gorman Fünfte der Kisch Open. Neben einigen schwächeren Ergebnissen erreichten sie auf der World Tour 2016 vier neunte Plätze und einen weiteren fünften Rang bei den Cincinnati Open. In Olsztyn wurden sie erneut Neunte. Dann erspielten sie beim Continental Cup in Sotschi einen weiteren Startplatz für Kanada bei den Olympischen Spielen in Rio de Janeiro, den allerdings ihre Konkurrenten Binstock/Schachter einnahmen. Der neunte Platz beim Grand Slam in Long Beach war ihr letztes gemeinsames Ergebnis auf der Tour.
Zum NORCECA-Turnier im November 2016 trat O’Gorman mit seinem neuen Partner Michael Plantinga an und belegte Platz sechs. Auf der World Tour 2017 begannen O’Gorman/Plantinga mit einem neunten Platz in Fort Lauderdale (Fünf-Sterne-Turnier) und hatten anschließend überwiegend zweistellige Platzierungen.
Von Ende 2017 bis Anfang 2022 spielte O’Gorman an der Seite von Ben Saxton. Bei ihrem ersten gemeinsamen Turnier auf der FIVB World Tour in Sydney belegten die Kanadier den ersten Platz.